# Monteleto
Monteleto è una piccola frazione del comune di Gubbio (PG), situata a circa 4 km in direzione Nord/Ovest rispetto alla città, ad un'altitudine di 454 m s.l.m. Secondo i dati Istat del 2001, era abitata da 161 residenti.

## Storia
All'epoca romana fu un importante centro religioso cristiano e pagano. Ciò è dimostrato dalla presenza, oltre che di una chiesa, di un tempio dedicato alla dea Diana, di cui ormai rimangono solo pochi indizi, in quanto venne distrutto in epoca imprecisata.
La chiesa di santa Illuminata, situata al centro del borgo, è l'unica chiesa presente nella frazione. La data della sua costruzione non è nota, ma il documento più antico che la cita risale al 1295/1296.
Il toponimo deriva da Monte di Leto, nome quest'ultimo largamente presente nei documenti finora ritrovati.
Prima della sua istituzione come comune vi esisteva un castello, che probabilmente si trovava sul versante nord di Monteleto, in posizione tale da controllare le valli sottostanti dell'Assino e del Rave: aveva il preciso compito di difendere ed amministrare il proprio territorio attraverso un castellano, un capitano, un notaio, alcuni soldati ed altri dipendenti. In nessun documento si sono trovate la data e le circostanze della sua scomparsa.

## Economia e manifestazioni
Come per la maggior parte delle frazioni del territorio eugubino, l'economia si basa principalmente sull'agricoltura e sullo sfruttamento sostenibile del legname boschivo: sulle pendici del monte da cui prende il nome la frazione, si estende un vasto lecceto composto da colossali lecci. Particolarmente sviluppate sono le colture dell'olio e della vite.

## Monumenti e luoghi d'arte
- Villa Benveduti venne edificata forse in epoca postmedievale, secondo la tradizione popolare, sui resti di un'antica cisterna d'epoca romana; si sviluppa su tre piani ed è circondata da un giardino all'italiana, inserito in un ampio parco ornato da piante secolari. Nella residenza si può ammirare, all'interno della chiesetta privata dedicata a sant'Andrea Avellino, una tela del Reposati, allievo del Lapis, che raffigura l'iconografia tipica del Santo. La chiesetta è stata eretta in ricordo del marchese Bartolomeo Benveduti.
La Villa fu ampliata e ristrutturata nella seconda metà del 1700 e presenta saloni dalle variegate colorazioni e dalle pareti affrescate con stucchi originali.

## Sport

### Impianti sportivi
Nelle vicinanze della casa parrocchiale sorge un campo di calcio, oggi incustodito, dove si svolgevano gli allenamenti, e alcune delle partite locali dell'ormai ex-squadra "Victoria Mocaiana".

### Associazioni sportive
Il circolo parrocchiale C.P. Mocaiana forma squadre di calcio a 5 e calcio a 7, le quali prendono parte ai tornei locali organizzati dal C.S.I. (Centro Sportivo Italiano), Comitato di Gubbio.